# Bromokriptin
Bromokriptin (INN) (Parlodel, Cikloset), je derivat ergolina. On je dopaminski agonist koji se koristi za lečenje tumora hipofize, Parkinsonove bolesti, hiperprolaktinamije, neuroleptičkog malignog sindroma, i tipa 2 dijabetesa.

## Farmakologija
Bromokriptin je potentan agonist dopaminskog D2 receptora i raznih serotoninskih receptora. On takođe inhibira oslobađanje glutamata, promenom smera glutamat GLT1 transportera.

## Hemija
Poput svih ergopeptida, bromokriptin je ciklol. Dve peptidne grupe njegovog tripeptidnog strukturnog segmenta su umrežene, čime je formirana  veza između dva prstena sa amidnom funkcionalnom grupom.
Bromokriptin, 2-bromoergokriptin, je semisintetički derivat prirodnog ergot alkaloida, ergokriptina (derivata liserginske kiseline), koji se sintetiše brominacijom ergokriptina koristeći N-bromosukcinimid.

## Spoljašnje veze
- Bromokriptin

|  | Molimo Vas, obratite pažnju na važno upozorenje u vezi sa temama iz oblasti medicine (zdravlja). |